# Wel (Waga)
Der Wel (russisch Вель) ist ein linker Nebenfluss der Waga in der Oblast Archangelsk in Nordwestrussland.
Der Wel hat ihren Ursprung in einem Sumpfgebiet südlich der Siedlung städtischen Typs Konoscha. Von dort fließt er in nordöstlicher Richtung, wendet sich später nach Südosten. Er nimmt nahe dem Dorf Bolschaja Gora die beiden rechten Nebenflüsse Wottschiza und Tawrenga auf. Sie fließt anschließend nach Nordosten. Sie passiert die Siedlung Solginski und wendet sich nach Nordwesten und behält bis zum Zusammenfluss mit der Podjuga die Fließrichtung bei. Sie ändert nun ihre Richtung auf Norden, dann auf Osten und schließlich auf Südosten. Sie fließt an dem Ort Ust-Schonoscha vorbei und mündet in der Stadt Welsk in die Waga.
Der Fluss hat eine Länge von 223 km und ein Einzugsgebiet von 5390 km². Der mittlere Abfluss am Pegel Balamutowskaja 32 km oberhalb der Mündung beträgt 44 m³/s (nach anderen Quellen 47,7 m³/s).
Der Fluss wurde zumindest früher zum Flößen genutzt.